# Прапор Гуаму
Прапор Гуаму (англ. Flag of Guam) — прийнятий 9 лютого 1948 року (з 4 липня 1917 використовувався прапор без червоної облямівки).

## Опис і символіка
Прапор Гуаму являє собою синє полотнище з червоною облямівкою з усіх боків. У центрі прапора знаходиться зображення герба Гуаму. На гербі зображено човен проа в бухті міста Хагатна, столиці Гуаму, берег з кокосової пальмою, річка і напис червоними літерами «GUAM». Вдалині — місцева скеля «Puntan Dos Amantes». За формою герб нагадує форму базальтового /коралового каменя, який використовувався місцевими мешканцями на полюванні і у війні.
Прапор був розроблений Хелен Л. Полом (англ. Helen L. Paul), дружиною військово-морського офіцера, який служив на Гуамі.
- Човен проа уособлює ту мужність корінного народу острова, з яким його представники бороздили хвилі океану під час морських плавань, долаючи величезні відстані.
- Річка, що впадає в океан, символізує готовність місцевих мешканців розділити ресурси землі з іншими.
- Пляж демонструє відданість чаморро батьківщині і навколишньому середовищу.
- Скеля уособлює зобов'язання мешканців острова передавати майбутнім поколінням свою спадщину, культуру і мову.
- Дерево кокосу, що росте на неродючому піску, символізує стійкість та рішучість мешканців Гуаму, а її вигнутий стовбур — ті випробування, які вони пережили.
- Блакитний колір символізує єдність Гуаму з морем і небом.
- Червона облямівка прапора символізує кров, пролиту під час японської окупації острова в роки Другої світової війни та іспанської окупації.

## Історичні герби
У доколоніальний період на острові був відсутній власний герб. Не був він розроблений і в період володарювання Іспанії. Офіційно перший герб був прийнятий тільки 4 липня 1917 року в американський період (єдина відмінність того прапора — відсутність червоної облямівки). Сучасний варіант був прийнятий 9 лютого 1948 року.